# Loi contre le délit d'entrave numérique à l'IVG
Lire en ligne

Lire sur Légifrance, Texte à jour sur le site de l'Assemblée nationale

La loi relative à l'extension du délit d'entrave à l'interruption volontaire de grossesse, aussi appelée loi instaurant un délit d'entrave numérique à l'IVG, est une loi française adoptée le 1er décembre 2016 par l'Assemblée nationale, afin de renforcer la législation contre les tentatives d'induire en erreur « dans un but dissuasif » les femmes souhaitant procéder à une IVG. 

## Le texte de la loi
La proposition de loi socialiste, portée par la ministre chargée des Droits des femmes dans le gouvernement Cazeneuve, Laurence Rossignol, étend le délit d'entrave à l'IVG, déjà existant dans la législation française.
Le texte adopté par l'Assemblée nationale en première lecture est : 

« Le premier alinéa de l’article L. 2223-2 du code de la santé publique est complété par les mots : « par tout moyen, y compris en diffusant ou en transmettant par voie électronique ou en ligne, des allégations, indications de nature à induire intentionnellement en erreur, dans un but dissuasif, sur les caractéristiques ou les conséquences médicales d’une interruption volontaire de grossesse ». »

Ce texte est différent de la proposition de loi initialement présentée, et il est considérablement allongé par la suite.
Les contrevenants risquent jusqu'à 30 000 euros d'amende et deux ans de prison.

## Adoption et débats
La loi est adoptée avec le soutien de la majorité socialiste et du gouvernement, mais aussi d'une partie de la gauche, tandis que les députés opposés à la loi étaient issus de la droite.
Plus de soixante parlementaires opposés à la loi ont ainsi saisi le Conseil constitutionnel pour contrer l'adoption de la loi. Les reproches faits à la loi sont notamment relatifs à la protection de la liberté d'expression et à la légalité du texte de loi, accusée d'être trop peu précis. En effet, la loi peut susciter une certaine inquiétude pour les défenseurs de la liberté d'expression : il s'agit d'interdire des sites créés par des « groupuscules d'extrême droite » (selon Laurence Rossignol à la tribune de l'Assemblée) au motif que ces sites se présentent comme neutres tout en étant opposés au droit à l'IVG. Or, de l'avis même de la ministre, ces sites ne remettent pas en cause le droit à l'IVG, et de plus, la liberté d'expression doit garantir la possibilité de donner son opinion, même mal expliquée. Laurence Rossignol a ainsi déclarée devant les députés que « la liberté d'expression n'est pas le droit au mensonge ». 
Le Conseil constitutionnel, par une décision du 16 mars 2017, approuve avec « réserves » la loi relative à l'extension du délit d'entrave à l'interruption volontaire de grossesse.
Pour le Planning familial, cette loi permet de « garantir une information fiable pour permettre à toutes les femmes d'exercer le droit », qui considère le droit à l'IVG comme un doit fondamental à protéger « au nom du principe d'égalité, car ce sont les plus démunies qui constituent surtout la cible de cette désinformation ».

## Application de loi
Douze mois plus tard, aucune plainte n'a été déposée selon les informations recueillies par l'AFP. Ces plateformes figurent toujours en bonne place sur les moteurs de recherche. Pour Alba Horvat, juriste bénévole à la Fondation des femmes, la loi n'a pas eu d'effet car elle est « trop complexe » et il est difficile de prouver l'entrave.